# Errico Malatesta
Errico Malatesta, född 4 december 1853 i Santa Maria Capua Vetere i Kungariket Bägge Sicilierna, död 22 juli 1932 i Rom, var en italiensk anarkist och kommunist, revolutionär, propagandist och agitator. Han försörjde sig som mekaniker. Malatesta satt fängslad totalt 12 år av sitt liv, fick tre dödsdomar och tillbringade 35 år i exil.
Malatesta lade mer vikt vid organiseringen av revolutionärer och arbetare som ett sätt att uppnå revolutionära mål än sina politiska vänner Pjotr Kropotkin och Michail Bakunin. Malatesta bodde många år i exil i London. År 1919 återvände han till Italien, efter att ha fått amnesti, och deltog i de berömda fabriksockupationerna i Turin år 1920 tillsammans med bland andra Antonio Gramsci. I Italien var han politiskt aktiv tills Mussolini tog makten 1922.